# Vice primer ministro de Luxemburgo
El viceprimer ministro de Luxemburgo es el segundo puesto más alto en el gabinete luxemburgués. El vice primer ministro cumple una función vital en el sistema de gabinete colegiado de Luxemburgo, sustituye al primer ministro cuando está ausente, representa a su propio partido político y ocupa otros cargos gubernamentales.
Desde que se creó el cargo, en 1959, casi todos los gobiernos han sido coaliciones de dos de los tres partidos principales: el Partido Popular Social Cristiano (CSV), el Partido Socialista Obrero Luxemburgués (LSAP) y el Partido Democrático (DP). El actual Gobierno, sin embargo, está formado por el DP, el LSAP y los Verdes. El vice primer ministro siempre ha sido un político destacado del socio menor de la coalición.
Desde 1989, el título de Viceprimer Ministro ha sido oficial, aunque el cargo se conocía extraoficialmente con ese nombre desde su creación. Desde la creación del cargo hasta 1989, el vice primer ministro ostentaba el nombre de Vicepresidente del Gobierno. Esto reflejaba el título del Primer Ministro, que fue Presidente del Gobierno hasta 1989.

## Lista de vice primeros ministros
| Nombre              | Nombre            | Partido | Inicio | Fin                     | Razón para dejar el cargo                         | Primer Ministro              | Primer Ministro                  | Gobierno                        |
| ------------------- | ----------------- | ------- | --- | ----------------------- | ------------------------------------------------- | ---------------------------- | -------------------------------- | ------------------------------- |
|                     | Eugène Schaus     | DP      | 2 de marzo de 1959                                                                                                | 15 de julio de1964      | Cambiado de socio de coalición                    |                              | Pierre Werner                    | Gobierno Werner-Schaus I        |
|                     | Henry Cravatte    | LSAP    | 15 de julio de1964                                                                                                | 6 de febrero de 1969    | Cambiado de socio de coalición                    | Gobierno Werner-Cravatte     | Pierre Werner                    |                                 |
|                     | Eugène Schaus     | DP      | 6 de febrero de 1969                                                                                              | 15 de junio de 1974     | El gobierno perdió las elecciones                 | Gobierno Werner-Schaus II    | Pierre Werner                    |                                 |
|                     | Raymond Vouel     | LSAP    | 15 de junio de 1974                                                                                               | 21 de julio de 1976     | Nombrado por el presidente de la comisión europea |                              | Gaston Thorn                     | Gobierno Thorn                  |
|                     | Bernard Berg      | LSAP    | 21 de julio de 1976                                                                                               | 16 de julio de 1979     | El gobierno perdió las elecciones                 |                              | Gaston Thorn                     | Gobierno Thorn                  |
|                     | Gaston Thorn      | DP      | 16 de julio de 1979                                                                                               | 22 de noviembre de 1980 | Nombrado por el presidente de la comisión europea |                              | Pierre Werner                    | Gobierno Werner-Thorn-Flesch    |
|                     | Colette Flesch    | DP      | 22 de noviembre de 1980                                                                                           | 20 de julio de 1984     | Cambiado de socio de coalición                    |                              | Pierre Werner                    | Gobierno Werner-Thorn-Flesch    |
|                     | Jacques Poos      | LSAP    | 20 de julio de 1984                                                                                               | 26 de enero de 1995     | Cambiado de socio de coalición                    |                              | Jacques Santer                   | Gobierno Santer-Poos, II, III   |
| 26 de enero de 1995 | Jacques Poos      | LSAP    | 7 de agosto de 1999                                                                                               |                         | Cambiado de socio de coalición                    | Jean-Claude Juncker          | Gobierno Juncker-Poos            |                                 |
|                     | Lydie Polfer      | DP      | 7 de agosto de 1999                                                                                               | 31 de julio de 2004     | Cambiado de socio de coalición                    | Jean-Claude Juncker          | Gobierno Juncker-Polfer          |                                 |
|                     | Jean Asselborn    | LSAP    | 31 de julio de 2004                                                                                               | 4 de diciembre de 2013  | Dimitió                                           | Jean-Claude Juncker          | Gobierno Juncker-Asselborn I, II |                                 |
|                     | Etienne Schneider | LSAP    | 4 de diciembre de 2013 (Primer Viceprimer Ministro compartido con Braz/Bausch después del 5 de diciembre de 2018) | 4 de febrero de 2020    | Dimitió                                           |                              | Xavier Bettel                    | Gobierno Bettel-Schneider I, II |
|                     | Dan Kersch        | LSAP    | 4 de febrero de 2020 (Primer Viceprimer Ministro compartido con Bausch)                                           | 5 de enero de 2022      | Dimitió                                           | Gobierno Bettel-Schneider II | Xavier Bettel                    |                                 |
|                     | Paulette Lenert   | LSAP    | 5 de enero de 2022 (Primer Viceprimer Ministro compartido con Bausch)                                             | 17 de noviembre de 2023 | El gobierno perdió las elecciones                 | Gobierno Bettel-Schneider II | Xavier Bettel                    |                                 |
|                     | Félix Braz        | DG      | 5 de diciembre de 2018 (Segundo Viceprimer Ministro compartido con Schneider)                                     | 11 de octubre de 2019   | Salud                                             | Gobierno Bettel-Schneider II | Xavier Bettel                    |                                 |
|                     | François Bausch   | DG      | 11 de octubre de 2019 (Segundo Viceprimer Ministro compartido con Schneider/Kersch/Lenert)                        | 17 de noviembre de 2023 | El gobierno perdió las elecciones                 | Gobierno Bettel-Schneider II | Xavier Bettel                    |                                 |
|                     | Xavier Bettel     | DP      | 17 de noviembre de 2023                                                                                           | Presente                | Presente                                          |                              | Luc Frieden                      | Gobierno Frieden-Bettel         |